# Supercoppa di Spagna (calcio femminile)
La Supercoppa spagnola, ufficialmente Supercopa Femenina de España, è una competizione di calcio femminile organizzata dalla Federazione calcistica della Spagna (RFEF), riservata a squadre di club che si tiene con cadenza annuale tra la campionessa di Spagna in carica, la seconda classificata in Primera División Femenina de España e le due finaliste della Coppa della Regina. Il torneo è la terza competizione di categoria più importante sotto l'egida della Federcalcio spagnola.
Originariamente e non ufficialmente istituita nel 1997, nella formula a due squadre a gara secca, venne interrotta dopo la quarta edizione (2000) per essere ripresa, con nuova formula con girone all'italiana a quattro squadre, nel 2020.

## Storia
La prima edizione Supercoppa, con formula a due squadre a gara secca viene istituita nel 1997, vedendo trionfare il San Vincente sull'Espanyol con il risultato di 6-4. Nei tre anni successivi si sono disputate altre tre edizioni della Supercopa, sempre tra le vincitrici del campionato e della Coppa della Regina, con l'Atlético Málaga che ha vinto la seconda edizione, l'Eibartarrak FT che ha raggiunto la terza edizione e il Levante (dopo aver assorbito il San Vicente) che ha vinto l'ultima.
La competizione è stata reintrodotta nel dicembre 2019 dalla Federcalcio spagnola con lo stesso formato stabilito per l'equivalente torneo maschile con formula all'italiana, riservata a squadre di club che si tiene con cadenza annuale tra la campionessa di Spagna in carica, la seconda classificata in Primera División Femenina e le due finaliste della Coppa della Regina.

## Risultati

### Formula a due squadre
| Edizione | Anno | Impianto                       | Incontro           | Incontro  | Incontro                          |
| Edizione | Anno | Impianto                       | Campione di Spagna | Risultato | Sfidante dalla Coppa della Regina |
| -------- | ---- | ------------------------------ | ------------------ | --------- | --------------------------------- |
| 1ª       | 1997 | Barcellona, Valencia           | San Vincente       | 6-4       | Espanyol                          |
| 2ª       | 1998 | Pamplona, Malaga               | Málaga             | 4-4       | Lagunak                           |
| 3ª       | 1999 | Eibar, Madrid                  | Eibartarrak        | 8-0       | Oroquieta Villaverde              |
| 4ª       | 2000 | Valencia, Puebla de la Calzada | Levante            | 7-2       | Puebla                            |

### Formula a quattro squadre
| Edizione | Anno | Impianto                                                    | Incontro        | Incontro  | Incontro        |
| Edizione | Anno | Impianto                                                    |                 | Risultato |                 |
| -------- | ---- | ----------------------------------------------------------- | --------------- | --------- | --------------- |
| 5ª       | 2020 | Villares de la Reina, Stadio Helmántico 9 febbraio 2020     | Barcellona      | 10-1      | Real Sociedad   |
| 6ª       | 2021 | Almería, Stadio dei Giochi del Mediterraneo 16 gennaio 2021 | Atlético Madrid | 3-0       | Levante         |
| 7ª       | 2022 | Las Rozas de Madrid, La Ciudad del Fútbol 23 gennaio 2022   | Barcellona      | 7-0       | Atlético Madrid |
| 8ª       | 2023 | Mérida, Stadio Romano 22 gennaio 2023                       | Barcellona      | 3-0       | Real Sociedad   |
| 9ª       | 2024 | Leganés, Stadio municipale di Butarque 20 gennaio 2024      | Barcellona      | 7-0       | Levante         |
| 10ª      | 2025 | Leganés, Stadio municipale di Butarque 26 gennaio 2025      | Barcellona      | 5-0       | Real Madrid     |